# Liste der Gemeinden im Landkreis Ludwigsburg

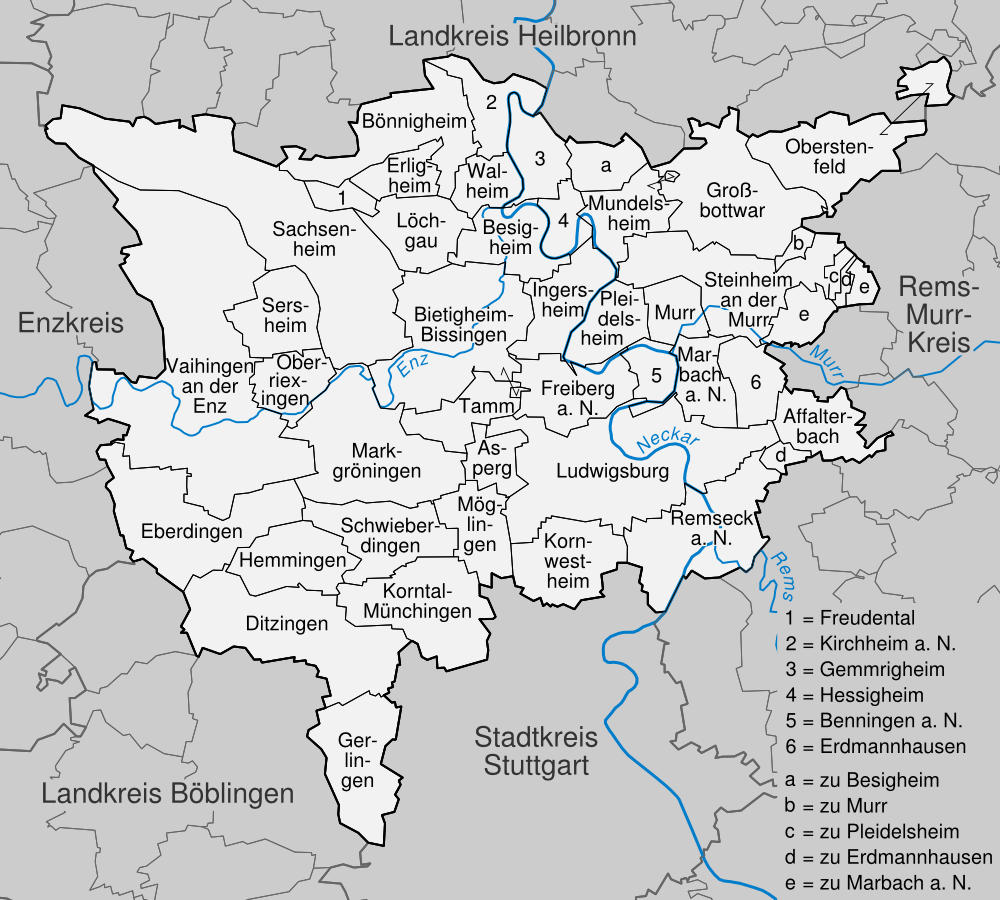
Die Städte und Gemeinden im Landkreis Ludwigsburg

Die Liste der Gemeinden im Landkreis Ludwigsburg gibt einen Überblick über die untersten Verwaltungseinheiten des Landkreises Ludwigsburg. Der Landkreis besteht aus 39 Städten und Gemeinden, wovon sechs Große Kreisstädte sind. Mittelzentren bilden Ludwigsburg/Kornwestheim und Bietigheim-Bissingen/Besigheim als Doppelzentren und Vaihingen an der Enz als Einzelzentrum.

## Gemeinden
| Gemeinde                       | Teilorte                                                                                         | VVG / GVB                     | Wappen                                  | Karte                                                          | Fläche | Einwohner | EW- Dichte | Höhe | Bild                                                      |
| ------------------------------ | ------------------------------------------------------------------------------------------------ | ----------------------------- | --------------------------------------- | -------------------------------------------------------------- | ------ | --------- | ---------- | ---- | --------------------------------------------------------- |
| Landkreis Ludwigsburg          |                                                                                                  |                               | Wappen des Landkreises Ludwigsburg      | Der Landkreis Ludwigsburg                                      | 686,82 | 534,808   | 779        |      | Residenzschloss Ludwigsburg                               |
| Affalterbach (Gemeinde)        | Affalterbach                                                                                     | GVB Marbach am Neckar         |                                         | Lage der Gemeinde Affalterbach im Landkreis Ludwigsburg        | 10,15  | 4.354     | 429        | 317  | Evangelische Kirche in Affalterbach                       |
| Asperg (Stadt)                 | Asperg                                                                                           |                               | Wappen der Stadt Asperg                 | Lage der Stadt Asperg im Landkreis Ludwigsburg                 | 5,80   | 13,506    | 2.329      | 270  | Der Hohenasperg oberhalb von Asperg                       |
| Benningen am Neckar (Gemeinde) | Benningen am Neckar                                                                              | GVB Marbach am Neckar         |                                         | Lage der Gemeinde Benningen im Landkreis Ludwigsburg           | 4,87   | 6.321     | 1.298      | 210  | Zentrum von Benningen am Neckar                           |
| Besigheim (Stadt)              | Besigheim Ottmarsheim (1971)                                                                     | GVB Besigheim                 | Wappen der Stadt Besigheim              | Lage der Stadt Besigheim im Landkreis Ludwigsburg              | 16,83  | 12,258    | 728        | 202  | Blick über Besigheim                                      |
| Bietigheim-Bissingen (Stadt)   | Bietigheim Bissingen Metterzimmern Untermberg                                                    | VVG Bietigheim-Bissingen      | Wappen der Stadt Bietigheim-Bissingen   | Lage der Stadt Bietigheim-Bissingen im Landkreis Ludwigsburg   | 31,29  | 43,651    | 1.395      | 211  | Pferdemarkt unterm Enzviadukt                             |
| Bönnigheim (Stadt)             | Bönnigheim Hohenstein (1972) Hofen (1972)                                                        | GVB Bönnigheim                | Wappen der Gemeinde Bönnigheim          | Lage der Stadt Bönnigheim im Landkreis Ludwigsburg             | 20,14  | 8.106     | 402        | 221  | Hohenstein Institute in Bönnigheim                        |
| Ditzingen (Stadt)              | Ditzingen Heimerdingen Hirschlanden Schöckingen                                                  |                               | Wappen der Stadt Ditzingen              | Lage der Stadt Ditzingen im Landkreis Ludwigsburg              | 30,40  | 22,826    | 751        | 304  | Das Dreigiebelhaus in Ditzingen                           |
| Eberdingen (Gemeinde)          | Eberdingen Hochdorf an der Enz Nussdorf                                                          | VVG Vaihingen an der Enz      | Wappen der Gemeinde Eberdingen          | Lage der Gemeinde Eberdingen im Landkreis Ludwigsburg          | 26,21  | 6.803     | 260        | 272  | Das Keltenmuseum im Stadtteil Hochdorf                    |
| Erdmannhausen (Gemeinde)       | Erdmannhausen                                                                                    | GVB Marbach am Neckar         | Wappen der Gemeinde Erdmannhausen       | Lage der Gemeinde Erdmannhausen im Landkreis Ludwigsburg       | 8,71   | 5.194     | 596        | 269  | Kirche in Erdmannhausen                                   |
| Erligheim (Gemeinde)           | Erligheim                                                                                        | GVB Bönnigheim                | Wappen der Gemeinde Erligheim           | Lage der Gemeinde Erligheim im Landkreis Ludwigsburg           | 6,19   | 3.022     | 488        | 259  | Das Rathaus in Erligheim                                  |
| Freiberg am Neckar (Stadt)     | Beihingen Geisingen Heutingsheim                                                                 | VVG Freiberg am Neckar        | Wappen der Stadt Freiberg am Neckar     | Lage der Stadt Freiberg am Neckar im Landkreis Ludwigsburg     | 13,14  | 15,535    | 1.182      | 240  | Das Schlössle in Geisingen                                |
| Freudental (Gemeinde)          | Freudental                                                                                       | GVB Besigheim                 | Wappen der Gemeinde Freudental          | Lage der Gemeinde Freudental im Landkreis Ludwigsburg          | 3,07   | 2.466     | 803        | 284  | Das Judenschlössle in Freudental                          |
| Gemmrigheim (Gemeinde)         | Gemmrigheim                                                                                      | GVB Besigheim                 | Wappen der Gemeinde Gemmrigheim         | Lage der Gemeinde Gemmrigheim im Landkreis Ludwigsburg         | 8,23   | 4.610     | 300        | 182  | Das Rathaus in Gemmrigheim                                |
| Gerlingen (Stadt)              | Gerlingen Gehenbühl Schillerhöhe                                                                 |                               | Wappen der Stadt Gerlingen              | Lage der Stadt Gerlingen im Landkreis Ludwigsburg              | 17,54  | 18,651    | 1.063      | 336  | Die ehemalige Feuerwehrhaus in Gerlingen                  |
| Großbottwar (Stadt)            | Großbottwar Hof und Lembach Winzerhausen                                                         |                               | Wappen der Stadt Großbottwar            | Lage der Stadt Großbottwar im Landkreis Ludwigsburg            | 25,51  | 8.029     | 315        | 215  | Blick auf Großbottwar                                     |
| Hemmingen (Gemeinde)           | Hemmingen                                                                                        | GVB Schwieberdingen-Hemmingen | Wappen der Gemeinde Hemmingen           | Lage der Gemeinde Hemmingen im Landkreis Ludwigsburg           | 12,34  | 7.919     | 642        | 327  | Schloss Hemmingen                                         |
| Hessigheim (Gemeinde)          | Hessigheim                                                                                       | GVB Besigheim                 | Wappen der Gemeinde Hessigheim          | Lage der Gemeinde Hessigheim im Landkreis Ludwigsburg          | 5,03   | 2.506     | 498        | 189  | Die Hessigheimer Felsengärten                             |
| Ingersheim (Gemeinde)          | Großingersheim Kleiningersheim                                                                   | VVG Bietigheim-Bissingen      | Wappen der Gemeinde Ingersheim          | Lage der Gemeinde Ingersheim im Landkreis Ludwigsburg          | 11,55  | 6.222     | 539        | 254  | Das Kleiningersheimer Schloss aus dem 16. Jahrhundert     |
| Kirchheim am Neckar (Gemeinde) | Kirchheim am Neckar                                                                              | GVB Bönnigheim                | Wappen der Gemeinde Kirchheim am Neckar | Lage der Gemeinde Kirchheim am Neckar im Landkreis Ludwigsburg | 8,53   | 5.912     | 693        | 178  | Der Bahnhof in Kirchheim am Neckar                        |
| Korntal-Münchingen (Stadt)     | Korntal Münchingen Kallenberg                                                                    |                               | Wappen der Stadt Korntal-Münchingen     | Lage der Stadt Korntal-Münchingen im Landkreis Ludwigsburg     | 20,71  | 19,078    | 921        | 304  | Der Saalgarten in Korntal                                 |
| Kornwestheim (Stadt)           | Kornwestheim Pattonville                                                                         |                               | Wappen der Stadt Kornwestheim           | Lage der Stadt Kornwestheim im Landkreis Ludwigsburg           | 14,64  | 33,891    | 2.315      | 297  | Das Salamandergebäude in Kornwestheim                     |
| Löchgau (Gemeinde)             | Löchgau                                                                                          | GVB Besigheim                 | Wappen der Gemeinde Löchgau             | Lage der Gemeinde Löchgau im Landkreis Ludwigsburg             | 10,95  | 5.778     | 528        | 260  | Die Zehntscheuer in Löchgau                               |
| Ludwigsburg (Stadt)            | Ludwigsburg Eglosheim Grünbühl Hoheneck Neckarweihingen Oßweil Pflugfelden Poppenweiler          |                               | Wappen der Stadt Ludwigsburg            | Lage der Stadt Ludwigsburg im Landkreis Ludwigsburg            | 43,33  | 92,952    | 2.145      | 293  | Der Marktplatz mit katholischer Pfarrkirche               |
| Marbach am Neckar (Stadt)      | Marbach am Neckar Rielingshausen Siegelhausen                                                    | GVB Marbach am Neckar         |                                         | Lage der Stadt Marbach am Neckar im Landkreis Ludwigsburg      | 18,06  | 15,461    | 856        | 224  | In der Altstadt von Marbach am Neckar                     |
| Markgröningen (Stadt)          | Markgröningen Schönbühlhof Talhausen Unterriexingen                                              |                               | Wappen der Stadt Markgröningen          | Lage der Stadt Markgröningen im Landkreis Ludwigsburg          | 28,16  | 14,206    | 504        | 281  | Schäferlauf über das Stoppelfeld                          |
| Möglingen (Gemeinde)           | Möglingen                                                                                        |                               | Wappen der Gemeinde Möglingen           | Lage der Gemeinde Möglingen im Landkreis Ludwigsburg           | 9,93   | 10,717    | 1.079      | 297  | Das Jugendforum (JUFO) in Möglingen                       |
| Mundelsheim (Gemeinde)         | Mundelsheim                                                                                      |                               | Wappen der Gemeinde Mundelsheim         | Lage der Gemeinde Mundelsheim im Landkreis Ludwigsburg         | 10,20  | 3.514     | 351        | 195  | Stadttor in Mundelsheim                                   |
| Murr (Gemeinde)                | Murr                                                                                             | GVB Steinheim-Murr            |                                         | Lage der Gemeinde Murr im Landkreis Ludwigsburg                | 7,80   | 6.598     | 846        | 203  | Das Ortszentrum von Murr                                  |
| Oberriexingen (Stadt)          | Oberriexingen                                                                                    | VVG Vaihingen an der Enz      | Wappen der Stadt Oberriexingen          | Lage der Stadt Oberriexingen im Landkreis Ludwigsburg          | 8,17   | 3.285     | 402        | 203  | Oberriexingen auf einer Abbildung aus dem 17. Jahrhundert |
| Oberstenfeld (Gemeinde)        | Oberstenfeld Gronau Prevorst                                                                     |                               | Wappen der Gemeinde Oberstenfeld        | Lage der Gemeinde Oberstenfeld im Landkreis Ludwigsburg        | 21,10  | 7.542     | 357        | 246  | Burg Lichtenfeld in Oberstenfeld                          |
| Pleidelsheim (Gemeinde)        | Pleidelsheim                                                                                     | VVG Freiberg am Neckar        | Wappen der Gemeinde Pleidelsheim        | Lage der Gemeinde Pleidelsheim im Landkreis Ludwigsburg        | 10,18  | 6.133     | 602        | 197  | Blick Richtung altem Rathaus                              |
| Remseck am Neckar (Stadt)      | Aldingen Hochberg Hochdorf Neckargröningen Neckarrems Pattonville                                |                               | Wappen der Stadt Remseck am Neckar      | Lage der Stadt Remseck am Neckar im Landkreis Ludwigsburg      | 22,82  | 26,222    | 1.149      | 212  | Altes Rathaus in Remseck-Neckarrems                       |
| Sachsenheim (Stadt)            | Großsachsenheim Häfnerhaslach Hohenhaslach Kleinsachsenheim Ochsenbach Spielberg                 |                               | Wappen der Stadt Sachsenheim            | Lage der Stadt Sachsenheim im Landkreis Ludwigsburg            | 57,92  | 18,539    | 320        | 246  | Das Wasserschloss in Großsachsenheim                      |
| Schwieberdingen (Gemeinde)     | Schwieberdingen Hardthof                                                                         | GVB Schwieberdingen-Hemmingen | Wappen der Gemeinde Schwieberdingen     | Lage der Gemeinde Schwieberdingen im Landkreis Ludwigsburg     | 14,87  | 11,370    | 765        | 274  | Die Golfanlage Schloss Nippenburg                         |
| Sersheim (Gemeinde)            | Sersheim                                                                                         | VVG Vaihingen an der Enz      | Wappen der Gemeinde Sersheim            | Lage der Gemeinde Sersheim im Landkreis Ludwigsburg            | 11,48  | 5.420     | 472        | 217  | Der nächtliche Bahnhof von Sersheim                       |
| Steinheim an der Murr (Stadt)  | Steinheim an der Murr Höpfigheim Kleinbottwar                                                    | GVB Steinheim-Murr            | Wappen der Stadt Steinheim an der Murr  | Lage der Stadt Steinheim an der Murr im Landkreis Ludwigsburg  | 23,19  | 11,904    | 513        | 200  | Rathaus mit Marktbrunnen in Steinheim an der Murr         |
| Tamm (Stadt)                   | Tamm                                                                                             | VVG Bietigheim-Bissingen      | Wappen der Gemeinde Tamm                | Lage der Gemeinde Tamm im Landkreis Ludwigsburg                | 8,78   | 12,274    | 1.398      | 259  | Rathaus und Rathausplatz in Tamm                          |
| Vaihingen an der Enz (Stadt)   | Vaihingen an der Enz Aurich Ensingen Enzweihingen Gündelbach Horrheim Kleinglattbach Riet Roßwag | VVG Vaihingen an der Enz      | Wappen der Stadt Vaihingen an der Enz   | Lage der Stadt Vaihingen an der Enz im Landkreis Ludwigsburg   | 73,41  | 28,772    | 392        | 217  | Schloss Kaltenstein oberhalb Vaihinges                    |
| Walheim (Gemeinde)             | Walheim                                                                                          | GVB Besigheim                 | Wappen der Gemeinde Walheim             | Lage der Gemeinde Walheim im Landkreis Ludwigsburg             | 6,14   | 3.261     | 531        | 183  | Das Kraftwerk Walheim                                     |